# Palawanacris olivacea
Palawanacris olivacea är en insektsart som beskrevs av Willy Adolf Theodor Ramme 1941. Palawanacris olivacea ingår i släktet Palawanacris och familjen gräshoppor. Inga underarter finns listade i Catalogue of Life.